# Leimbach (Turíngia)
Leimbach é um município da Alemanha, situado no distrito de Wartburg, no estado da Turíngia. Tem 8,63 km² de área, e sua população em 2019 foi estimada em 1.713 habitantes.